# 金田利雄
金田 利雄（かねだ としお、1909年〈明治42年〉10月10日 - 1998年〈平成10年〉12月22日）は、日本の政治家、銀行家。新鶴村長、福島協和信用組合理事長。

## 略歴
1909年(明治42年)10月10日、旧新鶴村（現会津美里町）生まれる。
福島県立会津工業高等学校卒業後、福島県経済農業協同組合連合会に勤務する。
同校出身者として初めて旧新鶴村長に選出され、旧新鶴村長を務める。
村長在任中、「簡易水道布設費国庫補助に関する請願」を参議院に提出し、それらが1963年(昭和38年)12月21日に受理され、広域簡易水道を完成させた。
新鶴村長退任後、同校出身者として初めて福島協和信用組合理事長に就任。
1998年(平成10年)12月22日、旧新鶴村（現会津美里町）にて死去。

## 福島県経済農業協同組合連合会
福島県立会津工業高等学校卒業後、福島県経済農業協同組合連合会にて勤務。
福島県経済農業協同組合連合会は、法人である県内の各農業協同組合が組合員となって加入しており、農産物の流通・販売の効率化に取り組む。

## 新鶴村長

### 水道事業への取り組み
1954年（昭和29年）以来、新鶴村では簡易水道を布設してそれらの管理を行ってきたが、1963年（昭和38年）5月、新屋敷水源地が汚染され赤痢病が発生し714名の罹患者を出し、それを受け、当時新鶴村長だった金田利雄を筆頭に村当局は原因究明、整備、補強工事等の危機対応にあたり、調査の結果、当該水源地は安全上問題があり、その代替として二岐、仏沢両地区に安全性に優れた水源地を見出し、新鶴村長の金田は、参院建設委員長等歴任の大河原一次参議院議員と連携して「簡易水道布設費国庫補助に関する請願」を国会に提出し、それらが1963年(昭和38年)12月21日に受理され、これをもって、大規模測量、大規模工事を要する大事業であった広域簡易水道を完成させた。金田が村長として推進した同水道事業の是非を主要な争点として、金田は再選を目指して同村長選挙に出馬。金田は安全性の高い水道供給実現との立場で同事業を推進したが、現代と異なり、当時の水道普及率の低さ、水道などライフラインへの理解の低さなど当時の同村の地域的、時代的背景が相まって、金田の推進する同水道事業への支持が拡大せず、金田は再選を目指した同村長選挙で敗れ、新鶴村長を退任、その後、福島協和信用組合理事らの推薦を受け、同組合理事長に就任。

### 新鶴村長時代の取り組み
昭和36年
- 新鶴村役場庁舎改築
- 新鶴村商工会設立

昭和37年
- 米田地下水利用改田完成（着工36年）
- 佐賀瀬川改修工事完成
- 宮川河川改修工事着工

昭和38年
- 新鶴村保育所開設
- 二岐ダム工事着工
- 赤沢川改修工事着工

昭和39年
- 新潟地震のため民家・土蔵および校舎 等に被害
- 新鶴村にライスセンター完成、操業開始

昭和40年
- 新鶴村役場、課制実施

昭和41年
- 新鶴広報発行（月刊）
- 会津薬用人参試験場廃止、敷地跡を会津農林高校に売却
- 新鶴村農業振興会議発足

## 福島協和信用組合理事長
金田は新鶴村長退任後、同組合の理事らの推薦を受け、福島協和信用組合理事長に選任された。
信用組合の最高議決機関は総会、総代会で、議決権は会員または総代1人1票制をとっており、総会（総代会）では理事および監事が選任され、その理事によって理事会が構成され、その理事会の中で理事長等代表理事が選任されるため、理事長が信用組合の長と位置付けられる。